# Нагорняк Сергій Володимирович
Сергій Володимирович Нагорняк (нар. 13 травня 1982, смт Попільня, Житомирська область) — український підприємець, директор підприємства з роздрібної торгівлі. Народний депутат України 9-го скликання.
Член Комітету Верховної Ради з питань енергетики та житлово-комунальних послуг, голова підкомітету з питань енергозбереження та енергоефективності.

## Життєпис
Народився в сім'ї залізничників. У 1999 році закінчив Попільнянську загальноосвітню школу І-ІІІ ступенів. Закінчив Київський національний університет ім. Т. Шевченка (спеціальність «Економіка підприємства»).
Займається підприємницькою діяльністю у сфері будівельних матеріалів. У 2000 році розпочав підприємницьку діяльність (фізична особа-підприємець). Створював та очолював три підприємства, з 2011 року — директор ТОВ «Євроінвестгруп ЛТД». Щорічно відвідує Всесвітній економічний форум у Давосі, бере участь в професійних та політичних конференціях всеукраїнського та міжнародного рівнів.
З 2010 року проживає у місті Вишневе Києво-Святошинського району Київської області. З 2012 року — член партії «УДАР». У 2015 році на місцевих виборах був обраний депутатом Вишневої міської ради (Блок Петра Порошенка) від округу № 26.
Кандидат у народні депутати від партії «Слуга народу» на парламентських виборах у 2019 році (виборчий округ № 199, м. Ватутіне, Жашківський, Звенигородський, Маньківський райони, частина Лисянського, частина Тальнівського районів). На час виборів: директор ТОВ «Євроінвестгруп ЛТД», проживає в м. Вишневе Києво-Святошинського району Київської області. Безпартійний.
У Верховній Раді України є головою міжпарламентської групи дружби «Україна — Казахстан». Спільно з казахським бізнесменом Даулетом Нуржановим (який має активний бізнес і в Росії) і казахською діаспорою в Україні створив проєкт «Юрта Незламності». Перша така юрта була відкрита в Бучі у грудні 2023. В юрті облаштовано пункт обігріву на випадок блекауту. Друга юрта незламності відкрита у Парку Шевченка в Києві у січні 2023. Планується, що юрта діятиме до весни.
Виховує трьох доньок.

## Критика
Наприкінці 2022 року проголосував за містобудівну реформу (законопроєкт №5655), яка впроваджувалася в інтересах забудовників і нівелювала вплив громадян на відбудову України. Публічне обговорення проєкту не проводилося. ГО, ЗМІ та Асоціація міст України закликали нардепів доопрацювати проєкт. За кілька годин після скандального голосування петиція з вимогою до президента накласти вето набрала більше 25 000 голосів. НАЗК повідомила, що подані антикорупційні зауваження враховані не в повній мірі. 
У січні 2023 року Нагорняка звинуватили в тому, що він передав родині загиблого військового пакунок із простроченими продуктами, а саме польську гуманітарку в пакетах зі своїм ім’ям. За його словами, строк придатності продуктів минув через недостатню відповідальність старост сіл, які в його інтересах і розповсюджували пакунки. Згідно законодавства України, а саме ст. 24 ЗУ "Про місцеве самоврядування в Україні", така діяльність старост сіл в інтересах депутата є протизаконною. 
8 лютого 2023 року Спеціальна Антикорупційна Прокуратура оголосила про підозру Нагорняку через недекларування автомобіля Lexus 2020 року випуску вартістю в 1,9 мільйона гривень. За словами Нагорняка, автомобіль купив не він а його батько, а він просто ним користувався. Сам батько на той момент був 69-річним пенсіонером і проживав в селищі на Житомирщині. 12 квітня 2023 року Вищий антикорупційний суд закрив справу у зв’язку з закінченням строку давності.  